# Malimbus rubricollis
Malimbo-de-cabeça-vermelha ou malimbe-de-cabeça-vermelha (Malimbus rubricollis) é uma espécie de ave da família Ploceidae.
Pode ser encontrada nos seguintes países: Angola, Benin, Camarões, República Centro-Africana, República do Congo, República Democrática do Congo, Costa do Marfim, Guiné Equatorial, Gabão, Gana, Guiné, Guiné-Bissau, Quénia, Libéria, Mali, Nigéria, Serra Leoa, Sudão, Tanzânia, Togo e Uganda.